# Keerbach
Der Keerbach ist ein Fluss in Niederösterreich.
Der Keerbach entspringt unterhalb des Kernhofer Gscheids und fließt über Kernhof nach St. Aegyd am Neuwalde, wo er sich mit der Unrechttraisen vereint. Von Gutenstein kommend, führt die Gutensteiner Straße durch das Tal des Keerbaches und das Kernhofer Gscheid nach Mariazell.